# Amber y Ashley
Amber Addison (Shanica Knowles) y Ashley Dewitt (Anna Maria Pérez de Tagle) son las principales antagonistas de la serie de Disney Channel, Hannah Montana.

## Vida
Son las chicas más populares en la escuela media y secundaria. Amber Addison es una gran cantante como se descubre en el episodio "The Idol Side of Me", y en el mismo episodio se ve que Ashley es una horrible cantante. Siempre intentan avergonzar o fastidiar a Miley y Lilly, pero cuando en el episodio "Achy Jakey Heart", Miley sale con la estrella de cine Jake Ryan como su novio, Amber y Ashley intentaban que Miley fuera la nueva mejor amiga de ambas, y las dos luchan por ello.

## Descripciones

### Amber Addison
Amber es la chica más rica y popular del colegio. Está muy preocupada por su imagen ya que su infancia la pasó siendo insultada por sus compañeros a causa de ser fea, y por ello lo paga con los demás, sobre todo con Miley, Lilly y Oliver, a quienes molesta cuando puede.

### Ashley Dewitt
Siempre sigue a Amber en sus planes, y a veces es manejada por ella. Es un poco torpe e ingenua, pero es rica al igual que su amiga. Lo único que tienen de diferencia es que Amber canta bien, y ella mal. Cada vez que ella canta, Amber le dice que se dedique solamente a chasquear los dedos y dar aplausos.

## Doblaje
España
- Blanca Hualde (Amber)
- Pilar Puebla (Ashley)

Latinoamérica
- Gaby Ugarte (Amber)
- Jessica Ángeles (Ashley)

- Datos: Q5693125